# TCM-20対空機関砲

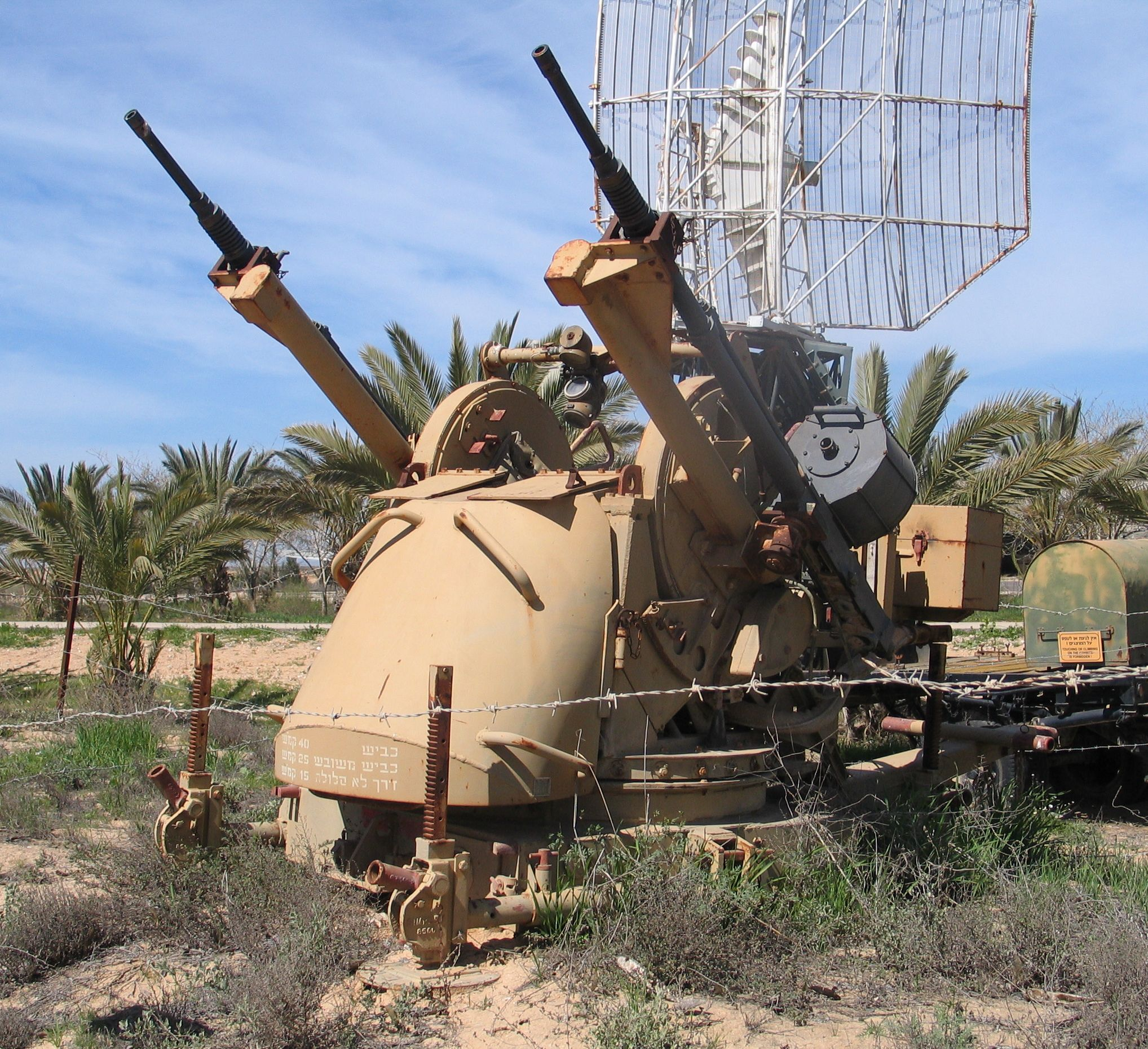
TCM-20対空機関砲。
イスラエル空軍博物館の展示品

TCM-20対空機関砲はイスラエルのIAI社によって開発され、イスラエル国防軍および輸出先で運用された口径20mmの2連装対空機関砲である。TCM-20対空機関砲の概略構成は、フランス製のイスパノ・スイザ HS.404 20mm機関砲を、アメリカ合衆国のマークソン社製 M45機関銃架 に搭載した物となっている。

## 概要
第二次世界大戦中、アメリカ軍では、イスパノ・スイザ HS.404のベースであるスイス製のエリコンFF 20mm機関砲を、航空機搭載用の機関砲としてだけでなく、陸上や海上で対空機関砲としても使用していた。
また、アメリカ軍ではM3ハーフトラックをベースに、M45機関銃架に4挺の12.7mmM2重機関銃を装着して搭載したM16対空自走砲を開発し運用していた。そして、M16対空自走砲の改良型として、4挺のM2重機関銃に換えて2連装のエリコンFF 20mm機関砲を搭載したT10E1自走対空砲が開発された。しかしながらこの車両は結局、アメリカ軍では量産はされなかった。
時代は代わって第二次世界大戦後、イスラエル国防軍はアメリカから様々な兵器を輸入して使用していた。その中にはM3ハーフトラックやM45機関銃架も含まれていた。しかし、M45機関銃架に装備されていたM2重機関銃は、純粋に対空用途として見た場合には、やや威力不足であった。イスラエル軍はM45機関銃架の攻撃能力、有効射程を増大させる改良を計画した。開発は1969年に行われた。イスラエル軍が前述のT10E1自走対空砲を参考にしたかは不明であるが、結果として完成した対空機関砲は、T10E1に搭載されていた物と似た構成となっていた。
こうして、M45機関銃架に2挺のHS.404 20mm機関砲を搭載した2連装対空機関砲がTCM-20対空機関砲として実用化された。イスラエル軍が搭載機関砲にイスパノ・スイザ HS.404を選択した理由は、イスラエル空軍で使用していた戦闘機の中にこの機関砲を搭載したものがあり、扱いに慣れていた事と、退役したこれらの戦闘機に搭載されていた機関砲そのものや予備部品などを再利用できるからであった。生産は1970年代に行われ、生産数は少なくとも370基、多ければ500基以上と見られる。この機関砲はM3ハーフトラックやBTR-152装甲車、BTR-40装甲車に搭載されて対空自走砲として使用されたほか、地上設置型として使用されたり、1軸2輪のトレーラーに積載して牽引可能としたものも見られた。1973年に発生した第四次中東戦争において実戦で使用され、手動照準式の旧式兵器でありながら、26機を撃墜する活躍を見せた。
TCM-20は1982年のレバノン侵攻（ガリラヤの平和作戦）にも投入された。1983年頃には、発展型としてTCM-20の砲架にソ連製の2A13（ZU-23）機関砲を搭載したTCM Mk.3が試作されM3ハーフトラックに搭載してテストされたが、実用化はされなかった。
その後イスラエル軍ではM163"マフベト"対空自走砲などによって更新され、余剰化したTCM-20はイスラエル軍と協力関係にあった南レバノン軍に供与されたほか、中南米やアフリカ諸国にも輸出された。チリ陸軍では6x6輪駆動のピラーニャ装輪装甲車にTCM-20を搭載した自走対空車両を保有している。また、ウルグアイ陸軍は2017年頃に、TCM-20をウラル-4320トラックの荷台に搭載した自走対空車両を配備した。ウルグアイ軍のTCM-20はエルタ・システムズ製EL/M-2106 NG三次元対空レーダーとのデータリンク機能が組み込まれた性能向上版となっている。

## 採用国[1]

### 中東
- イスラエル
- レバノン -  南レバノン軍

### 中南米
- アルゼンチン
- チリ
- エルサルバドル - 2024年時点で、エルサルバドル陸軍が4基のTCM-20を保有している[8]。
- グアテマラ
- ホンジュラス
- ニカラグア
- ウルグアイ - 2024年時点で、ウルグアイ陸軍が8基のTCM-20を保有している[9]。
- ベネズエラ

### アフリカ
- ブルキナファソ
- カメルーン
- コンゴ民主共和国
- ケニア

## 画像

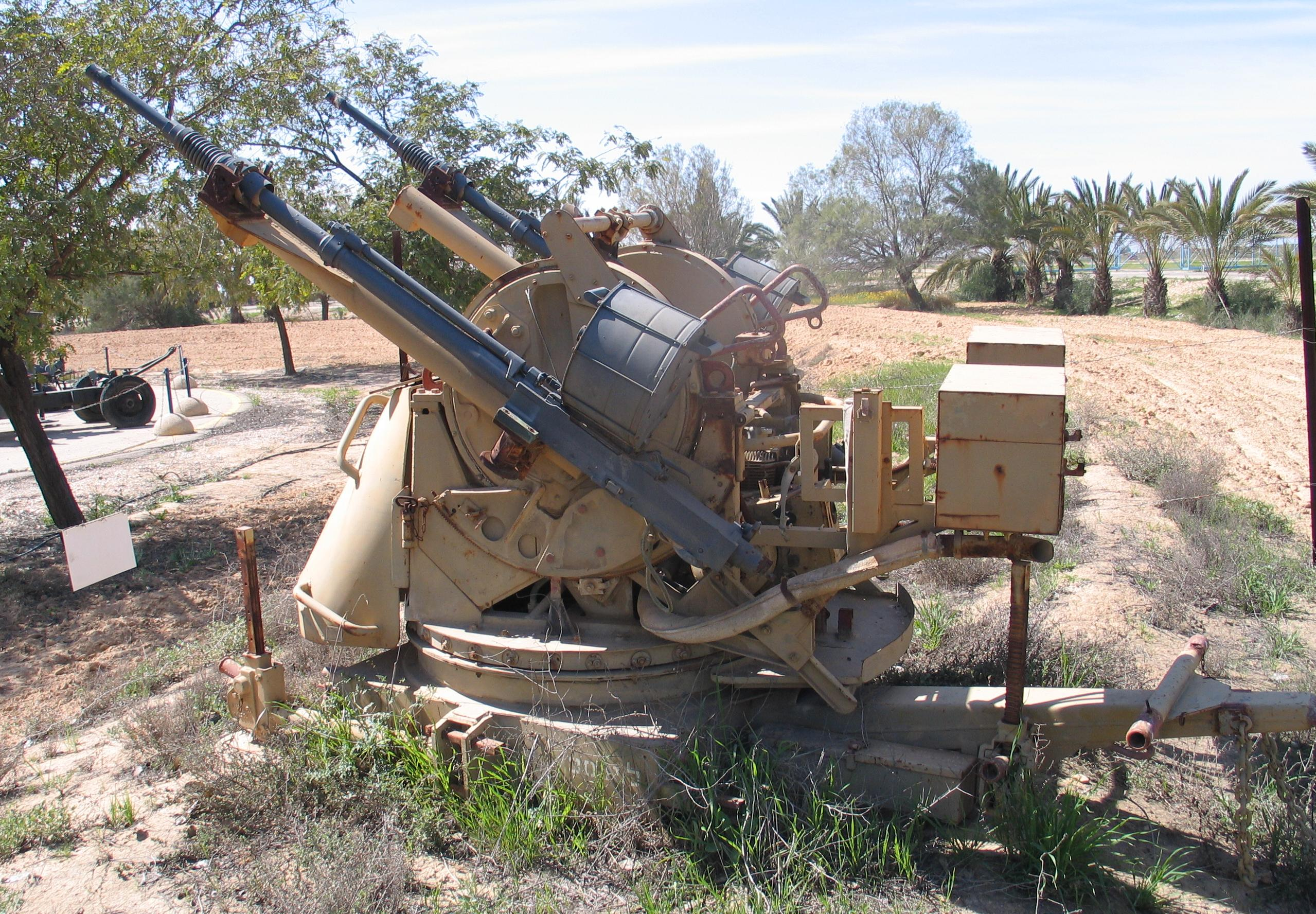
TCM-20対空機関砲の側面。地上据置型。
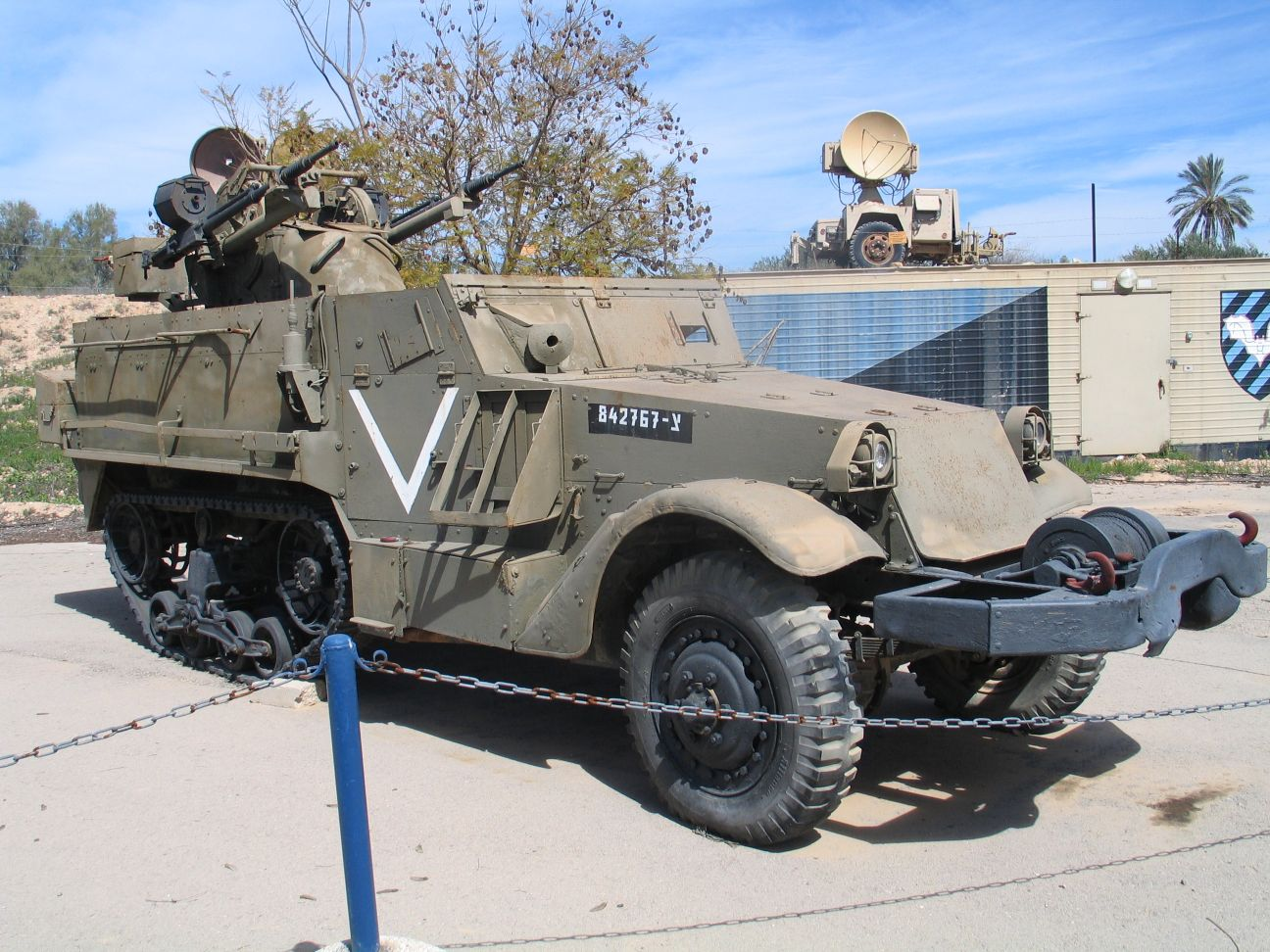
M3ハーフトラックにTCM-20を搭載したイスラエル軍の自走対空砲。
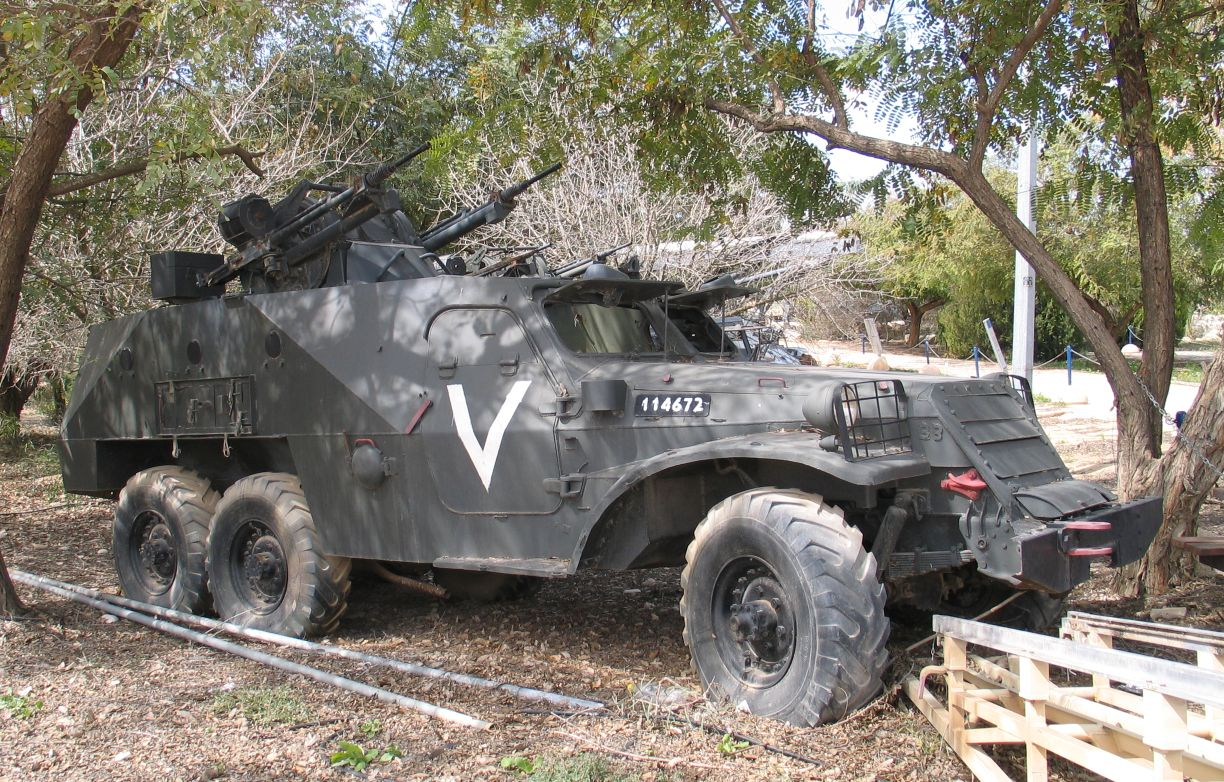
鹵獲したBTR-152にTCM-20を搭載したイスラエル軍の自走対空砲。

## 登場作品

### アニメ・漫画
『老後に備えて異世界で8万枚の金貨を貯めます』
地球の傭兵団「ウルフファング」が「神様」と験担ぎする存在として、M3ハーフトラック搭載型として登場する。